# Помье-ла-Пласетт
Помье-ла-Пласетт (фр. Pommiers-la-Placette) — коммуна во Франции, находится в регионе Рона — Альпы. Департамент коммуны — Изер. Входит в состав кантона Вуарон. Округ коммуны — Гренобль.
Код INSEE коммуны — 38312. Население коммуны на 2006 год составляло 600 человек. Населённый пункт находится на высоте от 344 до 1849 метров над уровнем моря. Муниципалитет расположен на расстоянии около 470 км юго-восточнее Парижа, 85 км юго-восточнее Лиона, 16 км севернее Гренобля. Мэр коммуны — M. Michel Bady, мандат действует на протяжении 2001—2008 гг.
Динамика населения (INSEE):